# Kooskia
Kooskia es una ciudad ubicada en el condado de Idaho en el estado estadounidense de Idaho. En el Censo de 2010 tenía una población de 607 habitantes y una densidad poblacional de 551,42 personas por km².

## Geografía
Kooskia se encuentra ubicada en las coordenadas 46°8′28″N 115°58′25″O / 46.14111, -115.97361. Según la Oficina del Censo de los Estados Unidos, Kooskia tiene una superficie total de 1.77 km², de la cual 1.68 km² corresponden a tierra firme y (5.12%) 0.09 km² es agua.

## Demografía
Según el censo de 2010, había 607 personas residiendo en Kooskia. La densidad de población era de 551,42 hab./km². De los 607 habitantes, Kooskia estaba compuesto por el 89.95% blancos, el 0% eran afroamericanos, el 4.94% eran amerindios, el 0.49% eran asiáticos, el 0% eran isleños del Pacífico, el 0.16% eran de otras razas y el 4.45% pertenecían a dos o más razas. Del total de la población el 2.14% eran hispanos o latinos de cualquier raza.